# Aarhusius
Aarhusius (Aarhus, 1532 - 1586) foi um teólogo  protestante. O seu verdadeiro nome era Jacob Matias. Chamava-se Aarhusius por causa de sua cidade natal. Foi professor de latim, grego e teologia em Copenhague. Escreveu várias obras exegéticas.